# Provincia del Limburgo (Belgio)

Logo

Il Limburgo (in olandese Limburg [ˈlɪmbɵrx] ; in limburghese Limburg [ˈlɪm˦ˌbɵʀ˦(ə)ç]; in francese Limbourg [lɛ̃ˈbuʁ]) è la provincia più orientale delle Fiandre, una delle tre regioni del Belgio, ed è situata ad ovest del fiume Mosa. Confina con i Paesi Bassi (Brabante Settentrionale e Limburgo) a nord e a est, e con le province belghe di Liegi a sud, del Brabante Fiammingo a ovest e di Anversa a nord-ovest. Il suo capoluogo è Hasselt. Ha una superficie di 2 422 km² ed è divisa in tre distretti amministrativi (arrondissementen in olandese) che contengono 44 comuni. Uno di queste, Voeren (in francese Fourons) costituisce una exclave oltre-Mosa, nella provincia di Liegi (Vallonia).
Storicamente corrisponde in gran parte alla contea di Loon, esistita fino alla fine del Settecento e parte, dal XIV secolo, del Principato vescovile di Liegi, anche se il nome attuale della provincia deriva da quello del Ducato di Limburgo.
Il Limburgo è attraversato dal Canale Alberto ed è storicamente una delle principali zone di estrazione del carbone. Il Limburgo fu compreso nel Dipartimento della Mosa Inferiore fino al 1814, e fu parte della provincia olandese del Limburgo dal 1815 al 1830.
Limburg mijn Vaderland è l'inno ufficiale della regione del Limburgo, sia in Belgio che nei Paesi Bassi.

## Comuni
| Arrondissement di Hasselt: - As - Beringen - Diepenbeek - Genk - Gingelom - Halen - Ham - Hasselt - Herk-de-Stad - Heusden-Zolder - Leopoldsburg - Lummen - Nieuwerkerken - Opglabbeek - Sint-Truiden - Tessenderlo - Zonhoven - Zutendaal | Arrondissement di Maaseik: - Bocholt - Bree - Dilsen-Stokkem - Hamont-Achel - Hechtel-Eksel - Houthalen-Helchteren - Kinrooi - Lommel - Maaseik - Meeuwen-Gruitrode - Neerpelt - Overpelt - Peer | Arrondissement di Tongeren: - Alken - Bilzen - Borgloon - Heers - Herstappe - Hoeselt - Kortessem - Lanaken - Maasmechelen - Riemst - Tongeren - Voeren - Wellen |